# Trambulina Valea Cărbunării
Trambulina Valea Cărbunării – kompleks skoczni narciarskich w rumuńskiej miejscowości Râșnov zbudowany w 1936 roku.
Obecny punkt konstrukcyjny największej ze skoczni jest usytuowany na 90. metrze, zaś HS wynosi 97 metrów. Mniejsze skocznie K-64, K-35 i K-15, mają HS usytuowany odpowiednio na 71, 38 i 18 metrze. W 2011 roku został zbudowany kompleks trzech skoczni o najmniejszych punktach konstrukcyjnych. Z okazji organizacji konkursów skoków narciarskich na Zimowym Olimpijskim Festiwalu Młodzieży Europy 2013, zbudowano największy, 90-metrowy obiekt. Skocznie zostały przebudowane w 2001 i 2011 roku. Rekordzistami największej skoczni są Gregor Schlierenzauer, Constantin Schmid i Stefan Kraft, którzy osiągnęli po 103 metry, a rekordzistami mniejszych skoczni są Simon Greiderer (72,5 metra na skoczni K-64) i Ștefan Blega (40,0 metrów na skoczni K-35). Na skoczni odbywały się mistrzostwa Rumunii w skokach narciarskich w 2011 i 2012 roku.
Od 18 do 22 lutego 2013 roku na skoczni odbywały się konkursy zimowego olimpijskiego festiwalu młodzieży Europy. Wśród mężczyzn wygrał Cene Prevc przed Anžem Laniškiem i Thomasem Hoferem, a wśród kobiet – Anna Rupprecht przed Sonją Schoitsch i Leną Selbach. W konkursach drużynowych wygrywały ekipy Słowenii w konkursie mężczyzn, Czech w konkursie kobiet i Niemiec w konkursie mieszanym.
W związku z nowymi przepisami Międzynarodowej Federacji Narciarskiej w sezonie 2017/2018 został zmieniony rozmiar skoczni z odległości 100 na 97 metrów.

## Skocznia K-90

### Dane skoczni
Zgodnie z homologacją FIS:
- Punkt konstrukcyjny: 90 m
- Wielkość skoczni (HS): 97 m
- Nachylenie progu: 11°
- Wysokość progu: 2,25 m
- Nachylenie zeskoku: 35,00°/33,00°/31,50°

### Rekordziści skoczni
| Rekordy zimowe | Rekordy zimowe | Rekordy zimowe        | Rekordy zimowe |
| Lp.            | Data           | Zawodnik              | Odległość      |
| -------------- | -------------- | --------------------- | -------------- |
| 1.             | 18.01.2013     | Mikita Maładcou       | 52,0 m         |
| 2.             | 18.01.2013     | Roman Suchomeniuk     | 53,0 m         |
| 3.             | 18.01.2013     | Alexandru Mocăniṭă    | 66,5 m         |
| 4.             | 18.01.2013     | Przemysław Kantyka    | 80,5 m         |
| 5.             | 18.01.2013     | Adam Ruda             | 82,0 m         |
|                | 18.01.2013     | Łukasz Podżorski      | 82,0 m         |
| 7.             | 18.01.2013     | Iulian Pîtea          | 83,0 m         |
| 8.             | 18.01.2013     | Radik Żaparow         | 88,5 m         |
| 9.             | 18.01.2013     | Andrij Kłymczuk       | 89,0 m         |
| 10.            | 18.01.2013     | Radik Żaparow         | 94,0 m         |
|                | 19.01.2013     | Iulian Pîtea          | 94,0 m         |
| 12.            | 19.01.2013     | Radik Żaparow         | 96,0 m         |
| 13.            | 17.02.2013     | Thomas Hofer          | 97,0 m         |
| 14.            | 17.02.2013     | Maximilian Steiner    | 99,5 m         |
| 15.            | 17.02.2013     | Anže Lanišek          | 100,5 m        |
| 16.            | 24.02.2016     | David Siegel          | 105,5 m        |
| 17.            | 20.02.2020     | Markus Eisenbichler   | 101,0 m        |
| 18.            | 22.02.2020     | Gregor Schlierenzauer | 103,0 m        |
|                | 22.02.2020     | Constantin Schmid     | 103,0 m        |
|                | 22.02.2020     | Stefan Kraft          | 103,0 m        |

| Rekordy letnie | Rekordy letnie | Rekordy letnie     | Rekordy letnie | Rekordy letnie |
| Lp.            | Data           | Zawodnik           | Odległość      | Uwagi          |
| -------------- | -------------- | ------------------ | -------------- | -------------- |
| 1.             | 27.09.2013     | Lukas Müller       | 93,5 m         |                |
| 2.             | 27.09.2013     | Shingo Nishikata   | 94,5 m         |                |
| 3.             | 27.09.2013     | Ryōyū Kobayashi    | 95,0 m         |                |
| 4.             | 28.09.2013     | Rikuta Watanabe    | 95,5 m         |                |
| 5.             | 28.09.2013     | Ryōyū Kobayashi    | 96,5 m         |                |
| 6.             | 29.09.2013     | Ryōyū Kobayashi    | 97,5 m         |                |
| 7.             | 29.09.2013     | Daito Takahashi    | 98,0 m         |                |
| 8.             | 29.09.2013     | Ryōyū Kobayashi    | 98,0 m         |                |
| 9.             | 27.09.2014     | Władimir Zografski | 100,5 m        |                |
| 10.            | 02.10.2016     | Felix Hoffmann     | 100,5 m        |                |
| 11.            | 02.10.2016     | Stefan Huber       | 102,5 m        |                |
| 12.            | 22.09.2018     | Karl Geiger        | 98,0 m         | LGP            |
| 13.            | 22.09.2018     | Jewgienij Klimow   | 98,0 m         | LGP            |
| 14.            | 22.09.2018     | Karl Geiger        | 99,0 m         | LGP            |
| 15.            | 17.09.2022     | Daniel Tschofenig  | 103,0m         | LGP            |

## Skocznia K-64

### Dane skoczni
- Punkt konstrukcyjny: 64 m
- Wielkość skoczni (HS): 71 m
- Nachylenie progu: 10°
- Wysokość progu: bd
- Nachylenie zeskoku: 32,4°

### Rekordziści skoczni
Pierwszym rekordzistą skoczni był Rumun Remus Tudor, który 29 października 2011 roku uzyskał 69,0 metrów. Aktualnym rekordzistą obiektu jest Austriak Simon Greiderer, który 21 lutego 2013 roku uzyskał 72,5 metra.
| Lp. | Data       | Zawodnik        | Odległość |
| --- | ---------- | --------------- | --------- |
| 1.  | 29.10.2011 | Remus Tudor     | 69,0 m    |
| 2.  | 30.10.2011 | Remus Tudor     | 69,5 m    |
| 3.  | 12.02.2012 | Remus Tudor     | 69,5 m    |
| 4.  | 09.06.2012 | Jure Šinkovec   | 69,5 m    |
| 5.  | 09.06.2012 | Jure Šinkovec   | 72,5 m    |
| 6.  | 21.02.2013 | Simon Greiderer | 72,5 m    |

#### Rekord kobiet
| Lp. | Data       | Zawodnik        | Odległość |
| --- | ---------- | --------------- | --------- |
| 1.  | 20.01.2013 | Sofja Tichonowa | 68,5 m    |

## Zawody w skokach narciarskich rozegrane na skoczni Trambulina Valea Cărbunării

### Puchar Świata
| Lp. | Data           | Skocznia | Uwagi         | 1. miejsce                                                                              | 2. miejsce                                                         | 3. miejsce                                                                                | Źródło |
| --- | -------------- | -------- | ------------- | --------------------------------------------------------------------------------------- | ------------------------------------------------------------------ | ----------------------------------------------------------------------------------------- | ------ |
| 1.  | 21 lutego 2020 | K-90     | –             | Karl Geiger                                                                             | Stephan Leyhe                                                      | Stefan Kraft                                                                              | [ 7 ]  |
| 2.  | 22 lutego 2020 | K-90     | –             | Stefan Kraft                                                                            | Karl Geiger                                                        | Constantin Schmid                                                                         | [ 8 ]  |
| 3.  | 19 lutego 2021 | K-90     | –             | Ryōyū Kobayashi                                                                         | Kamil Stoch                                                        | Karl Geiger                                                                               |        |
| 4.  | 20 lutego 2021 | K-90     | druż., miesz. | Norwegia 1. Maren Lundby 2. Daniel-André Tande 3. Silje Opseth 4. Halvor Egner Granerud | Słowenia 1. Nika Križnar 2. Cene Prevc 3. Ema Klinec 4. Žiga Jelar | Austria 1. Eva Pinkelnig 2. Daniel Tschofenig 3. Daniela Iraschko-Stolz 4. Manuel Fettner |        |
| 5.  | 18 lutego 2023 | K-90     | nocny         | Andreas Wellinger                                                                       | Žiga Jelar                                                         | Karl Geiger                                                                               |        |
| 6.  | 19 lutego 2023 | K-90     | duety, nocny  | Niemcy 1. Karl Geiger 2. Andreas Wellinger                                              | Słowenia 1. Maksim Bartolj 2. Žiga Jelar                           | Austria 1. Philipp Aschenwald 2. Clemens Aigner                                           |        |

### Zimowy olimpijski festiwal młodzieży Europy
| Lp. | Data           | Skocznia | Uwagi | 1. miejsce                                                                                         | 2. miejsce                                                                            | 3. miejsce                                                                                       | Źródło |
| --- | -------------- | -------- | ----- | -------------------------------------------------------------------------------------------------- | ------------------------------------------------------------------------------------- | ------------------------------------------------------------------------------------------------ | ------ |
| 1.  | 19 lutego 2013 | K-90     | –     | Cene Prevc                                                                                         | Anže Lanišek                                                                          | Thomas Hofer                                                                                     | [ 1 ]  |
| 2.  | 19 lutego 2013 | K-64     | –     | Anna Rupprecht                                                                                     | Sonja Schoitsch                                                                       | Lena Selbach                                                                                     | [ 2 ]  |
| 3.  | 21 lutego 2013 | K-90     | –     | Słowenia 1. Nejc Seretinek · 2. Cene Prevc · 3. Florjan Jelovčan · 4. Anže Lanišek                 | Niemcy 1. Paul Winter · 2. Julian Hahn · 3. Thomas Dufter · 4. Sebastian Bradatsch    | Austria 1. Maximilian Steiner · 2. Mario Mendel · 3. Simon Greiderer · 4. Thomas Hofer           | [ 9 ]  |
| 4.  | 21 lutego 2013 | K-64     | –     | Czechy 1. Karolína Indráčková · 2. Michaela Rajnochová · 3. Natálie Dejmková · 4. Barbora Blažková | Niemcy 1. Celina Dollberg · 2. Carina Wursthorn · 3. Lena Selbach · 4. Anna Rupprecht | Rosja 1. Alina Bobrakowa · 2. Ajsyłu Fachiertdinowa · 3. Alona Sutiagina · 4. Kristina Zachirowa | [ 10 ] |
| 5.  | 22 lutego 2013 | K-64     | –     | Niemcy 1. Lena Selbach · 2. Anna Rupprecht · 3. Thomas Dufter · 4. Sebastian Bradatsch             | Słowenia 1. Anja Javoršek · 2. Julija Sršen · 3. Cene Prevc · 4. Anže Lanišek         | Austria 1. Elisabeth Raudaschl · 2. Sonja Schoitsch · 3. Maximilian Steiner · 4. Thomas Hofer    | [ 11 ] |

### FIS Cup
| Lp. | Data             | Skocznia | Uwagi | 1. miejsce      | 2. miejsce         | 3. miejsce         | Źródło |
| --- | ---------------- | -------- | ----- | --------------- | ------------------ | ------------------ | ------ |
| 1.  | 09.06.2012 16:00 | K-64     | –     | Jure Šinkovec   | Jaka Hvala         | Robert Kranjec     | [ 12 ] |
| 2.  | 19.01.2013 10:00 | K-64     | –     | Sofja Tichonowa | Daniela Haralambie | Chang Xinyue       | [ 13 ] |
| 3.  | 19.01.2013 14:00 | K-90     | –     | Radik Żaparow   | Iulian Pîtea       | Remus Tudor        | [ 14 ] |
| 4.  | 20.01.2013 10:00 | K-90     | –     | Sofja Tichonowa | Darja Gruszyna     | Chang Xinyue       | [ 15 ] |
| 5.  | 19.01.2013 14:00 | K-90     | –     | Iulian Pîtea    | Radik Żaparow      | Przemysław Kantyka | [ 16 ] |

### Mistrzostwa Rumunii w skokach narciarskich
| Lp. | Data       | Skocznia | Uwagi | 1. miejsce                                                            | 2. miejsce                                                        | 3. miejsce                                                           | Źródło |
| --- | ---------- | -------- | ----- | --------------------------------------------------------------------- | ----------------------------------------------------------------- | -------------------------------------------------------------------- | ------ |
| 1.  | 29.10.2011 | K-64     | –     | Remus Tudor                                                           | Iulian Pîtea                                                      | Szilveszter Kozma                                                    | [ 17 ] |
| 2.  | 30.10.2011 | K-64     |       | CS Dinamo Brașov 1. Valentin Tatu 2. Szilard Gal 3. Szilveszter Kozma | CSS Brașovia 1. Adrian Grigore 2. Ovidiu Băilă 3. Remus Tudor     | CS Râșnov 1. Radu Oțelea 2. Adrian Vornicu 3. Iulian Pîtea           | [ 17 ] |
| 3.  | 27.10.2012 | K-35     | –     | Daniela Haralambie                                                    | Ioana Boeriu                                                      | Diana Trâmbițaș                                                      | [ 18 ] |
| 4.  | 27.10.2012 | K-64     | –     | Iulian Pîtea                                                          | Remus Tudor                                                       | Eduard Torok                                                         | [ 18 ] |
| 5.  | 28.10.2012 | K-64     | –     | CSS Brașovia 1. Sorin Mitrofan 2. Ștefan Blega 3. Remus Tudor         | CSS Dinamo Râșnov 1. Sabin Corboș 2. Eduard Torok 3. Iulian Pîtea | CS Dinamo 1. Alexandru Mocăniță 2. Andrei Feldorean 3. Valentin Tatu | [ 18 ] |